# Onthophagus ophtalmicus
Onthophagus ophtalmicus là một loài bọ cánh cứng trong họ Bọ hung (Scarabaeidae).